# Limnebius immersus
Limnebius immersus är en skalbaggsart som beskrevs av Knisch 1926. Limnebius immersus ingår i släktet Limnebius och familjen vattenbrynsbaggar. Inga underarter finns listade i Catalogue of Life.